# The Ultimate Fighter 15 Finale
The Ultimate Fighter 15 Finale（ジ・アルティメット・ファイター・フィフティーン・フィナーレ、別名The Ultimate Fighter: Live Finale）は、アメリカ合衆国の総合格闘技団体「UFC」の大会の一つ。本大会はリアリティ番組「The Ultimate Fighter」シーズン15のフィナーレとして、2012年6月1日、ネバダ州ラスベガスのザ・パールで開催された。

## 大会概要
本大会ではThe Ultimate Fighter 15ライト級トーナメント決勝が組まれ、マイケル・キエーザがアル・アイアキンタをリアネイキッドチョークで下して優勝を果たした。
キャリア9戦全勝のマイルズ・ジュリー、7戦全勝のマイケル・キエーザがUFCデビュー。

## 試合結果

### アーリープレリム
第1試合 バンタム級ワンマッチ 5分3R
○  エリック・ペレス vs.  ジョン・アルバート ×
1R 4:18 TKO（腕ひしぎ十字固め）

### プレリミナリーカード
第2試合 ライト級ワンマッチ 5分3R
○  ジョー・プロクター vs.  ジェレミー・ラースン ×
1R 1:59 TKO（膝蹴り→パウンド）
第3試合 ライト級ワンマッチ 5分3R
○  サム・シシリア vs.  クリスチャーノ・マルセロ ×
2R 2:53 KO（パウンド）
第4試合 ライト級ワンマッチ 5分3R
○  マイルズ・ジュリー vs.  クリス・サーンダース ×
1R 4:03 ギロチンチョーク
第5試合 ライト級ワンマッチ 5分3R
○  ダロン・クルックシャンク vs.  クリス・ティックル ×
3R終了 判定3-0（29-27、29-27、29-27）

### メインカード
第6試合 ライト級ワンマッチ 5分3R
○  ジャスティン・ローレンス vs.  ジョン・コファー ×
3R 0:19 KO（右ハイキック）
第7試合 フェザー級ワンマッチ 5分3R
○  マックス・ホロウェイ vs.  パット・シリング ×
3R終了 判定3-0（30-27、30-27、30-27）
第8試合 フェザー級ワンマッチ 5分3R
○  チャールズ・オリベイラ vs.  ジョナサン・ブルッキンズ ×
2R 2:42 ギロチンチョーク
第9試合 TUF 15ライト級トーナメント 決勝 5分3R
○  マイケル・キエーザ vs.  アル・アイアキンタ ×
1R 2:47 TKO（リアネイキドチョーク）
※キエーザがトーナメント優勝。
第10試合 ウェルター級ワンマッチ 5分5R
○  マルティン・カンプマン vs.  ジェイク・エレンバーガー ×
2R 1:40 TKO（膝蹴り）

### 各賞
ファイト・オブ・ザ・ナイト： ジャスティン・ローレンス vs. ジョン・コファー
ノックアウト・オブ・ザ・ナイト： マルティン・カンプマン、ジャスティン・ローレンス
サブミッション・オブ・ザ・ナイト： マイケル・キエーザ
各選手にはボーナスとして40,000ドルが支給された。

### カード変更
負傷などによるカードの変更は以下の通り。
- バイロン・ブラッドワース → エリック・ペレス（第1試合）

- デメトリアス・ジョンソン vs. イアン・マッコール → UFC on FX 3に移動